# Fort Knox
Fort Knox es una base militar del Ejército de los Estados Unidos ubicada en el estado de Kentucky. Las instalaciones, de 44 000 hectáreas (109 000 acres), cubren parte de los condados de Bullitt, Hardin y Meade. Hasta el año 2011 las instalaciones acogieron la United States Army Armor School (academia de instrucción en blindados), utilizada tanto por tripulaciones del Ejército como de los Marines para entrenarse en sus tanques M1 Abrams, hasta que dicha academia fue trasladada a la instalación militar de Fort Benning. En la actualidad el United States Army Cadet Command utiliza las instalaciones, donde también se realiza el entrenamiento del Reserve Officers' Training Corps. Además, en sus terrenos se encuentra el Museo General George Patton, que muestra la historia de la caballería y de los blindados del Ejército de los Estados Unidos, así como la carrera del general George Patton.

## Reserva de oro
Fort Knox almacena de forma oficial desde 1937 gran parte de las reservas de oro de Estados Unidos y de otros países del mundo que han confiado su oro al gobierno de los Estados Unidos. El Bureau of Fiscal Service publica periódicamente sus existencias.